# Stotzheim
Stotzheim je občina v departmaju Bas-Rhin francoske regije Alzacija.
Leta 1990 je v občini živelo 953 oseb oz. 70 oseb/km².